# Axinopalpus fusciceps
Axinopalpus fusciceps är en skalbaggsart som beskrevs av Leconte. Axinopalpus fusciceps ingår i släktet Axinopalpus och familjen jordlöpare. Inga underarter finns listade i Catalogue of Life.